# Svedstjärnen, Dalarna
Svedstjärnen är en sjö i Falu kommun i Dalarna och ingår i Dalälvens huvudavrinningsområde. Sjön har en area på 0,0443 kvadratkilometer och ligger 161 meter över havet.

## Delavrinningsområde
Svedstjärnen ingår i det delavrinningsområde (673129-150438) som SMHI kallar för Utloppet av Liljan. Medelhöjden är 166 meter över havet och ytan är 26,32 kvadratkilometer. Det finns ett avrinningsområde uppströms, och räknas det in blir den ackumulerade arean 46,73 kvadratkilometer. Hillersbodbäcken som avvattnar avrinningsområdet har biflödesordning 3, vilket innebär att vattnet flödar genom totalt 3 vattendrag innan det når havet efter 238 kilometer. Avrinningsområdet består mestadels av skog (60 procent). Avrinningsområdet har 3,38 kvadratkilometer vattenytor vilket ger det en sjöprocent på 12,8 procent. Bebyggelsen i området täcker en yta av 1,04 kvadratkilometer eller 4 procent av avrinningsområdet.